# Joseph R. Holzapple

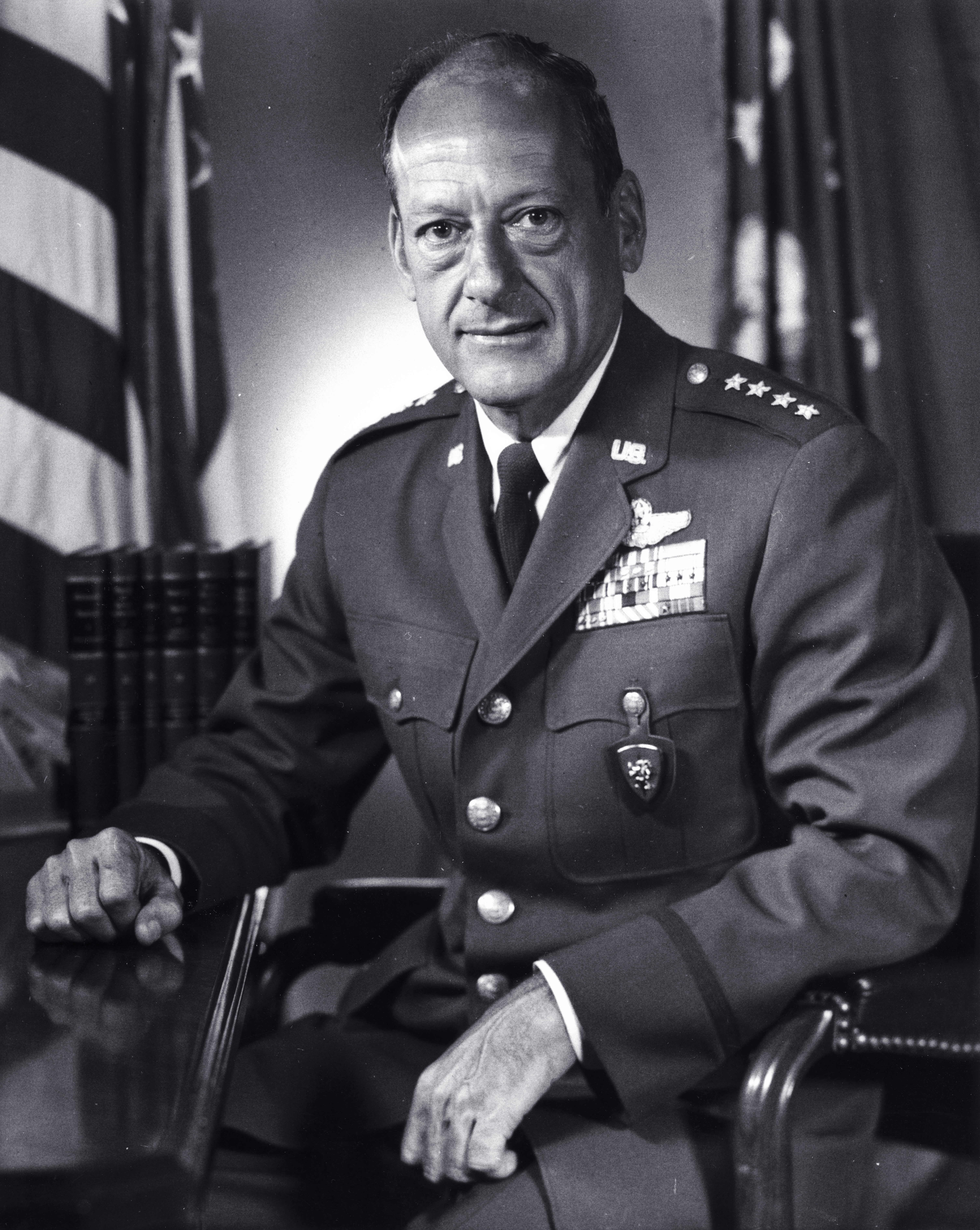
Joseph R. Holzapple

Joseph Randall „Randy“ Holzapple (* 7. September 1914 in Peoria, Peoria County, Illinois; † 14. November 1973 in Arlington, Virginia) war ein General der United States Air Force. Er war unter anderem Kommandeur der United States Air Forces in Europe.
Er war ein Sohn von Nathaniel A. Holzapple und dessen Frau Annetta Ritchie. Er besuchte die öffentlichen Schulen seiner Heimat einschließlich der dortigen Bradley University und arbeitete anschließend als Versicherungsvertreter.
Im Dezember 1940 begann er eine Ausbildung zum Militärpiloten (aviation cadet training). Nach seinem erfolgreichen Abschluss wurde er als Leutnant des Heeres in dessen Offizierskorps aufgenommen und den United States Army Air Forces zugeordnet. In der Armee durchlief er anschließend bzw. ab 1947 in der Air Force alle Offiziersränge vom Leutnant bis zum Vier-Sterne-General.
Im Lauf seiner militärischen Karriere absolvierte Joseph Holzapple verschiedene Kurse und Schulungen. Dazu gehörten unter anderem das Armed Forces Staff College und das National War College. Außerdem erhielt er einen akademischen Grad von der University of Utah.
Holzapple war zunächst an einigen Standorten in den Vereinigten Staaten als Pilot tätig. Nach dem amerikanischen Eintritt in den Zweiten Weltkrieg wurde er ab September 1942 auf dem atlantischen Kriegsschauplatz eingesetzt. Dort kommandierte er die 319th Operations Group, die der 12. Luftflotte unterstellt war. In der Folge war er an 91 Flugeinsätzen in Nordafrika und Europa beteiligt. Im Mai 1945 wurde seine Einheit nach Okinawa versetzt, wo sie an der Endphase des pazifischen Teils des Zweiten Weltkriegs teilnahm. Bis Kriegsende war er an acht weiteren Flugeinsätzen über Japan und China beteiligt.
Nach seiner Rückkehr in die Vereinigten Staaten wurde Holzapple Stabsoffizier im Hauptquartier der Army Air Forces bzw. der 1947 gegründeten US Air Force. In den Jahren 1949 und 1950 absolvierte er das Armed Forces Staff College. Danach war er für einige Zeit erneut Stabsoffizier im Hauptquartier der Air Force. Anschließend wurde er nach Baltimore in Maryland versetzt, wo er ab September 1951 dem Stab des Air Force Systems Commands angehörte. Zwischen August 1954 und August 1955 absolvierte er das National War College.
Daran schloss sich eine Versetzung nach England an, wo er das dort stationierte 47. Ausbildungsgeschwader (47th Flying Training Wing) kommandierte. Im Oktober 1956 wurde er erstmals nach Wiesbaden zum Hauptquartier der United States Air Forces in Europe versetzt. Dort leitete er zunächst dessen Stabsabteilung für Operationen. Später war er Stabschef dieses Hauptkommandos. Zwischen Juli 1958 und August 1959 war er erneut Stabsoffizier im Hauptquartier der Luftwaffe. Daran schloss sich eine Versetzung zur Wright-Patterson Air Force Base in Ohio an, wo er Stabsoffizier beim Air Research and Development Command wurde.
Nach dem Ende dieser Berufung kehrte er erneut zum Führungsstab der Luftwaffe zurück, wo er zwischen 1961 und 1964 in der Stabsabteilung für Logistik tätig war. In den Jahren 1964 bis 1966 gehörte er dem Stab des Verteidigungsministeriums an, als Abteilungsleiter für Waffenentwicklung (director of the Weapon Systems Evaluation Group).
Nach einer erneuten Tätigkeit im Stab des Air-Force-Hauptquartiers, wo er diesmal die Abteilung für Forschung und Entwicklung (research and development) leitete, wurde Joseph Holzapple erneut nach Wiesbaden versetzt. Dort übernahm er am 1. Februar 1969 als Nachfolger von Horace M. Wade das Kommando über die United States Air Forces in Europe. Gleichzeitig war er auch Kommandeur der Fourth Allied Tactical Air Force, die auf der Ramstein Air Base stationiert war. Diese Ämter hatte er bis zum 1. Februar 1971 inne, als David C. Jones seine Nachfolge antrat. Gleichzeitig schied Joseph Holzapple aus dem aktiven Militärdienst aus.
Er starb am 14. November 1973 in beim Squash im Athletic Center des Pentagon und wurde auf dem amerikanischen Nationalfriedhof Arlington beigesetzt.

## Orden und Auszeichnungen
Joseph Holzapple erhielt im Lauf seiner militärischen Laufbahn unter anderem folgende Auszeichnungen:
- Air Force Distinguished Service Medal
- Silver Star
- Legion of Merit
- Distinguished Flying Cross (Vereinigte Staaten)
- Air Medal
- Distinguished Flying Cross  (Großbritannien)
- Kriegskreuz (Frankreich)